# Kornice (Pologne)
Pour les articles homonymes, voir Kornice.
Kornice est une localité polonaise de la gmina de Pietrowice Wielkie, située dans le powiat de Racibórz en voïvodie de Silésie.